# Simple Modular Architecture Research Tool
Simple Modular Architecture Research Tool, ou SMART, est une base de données bio-informatique utilisée pour l'identification et l'analyse de domaines protéiques au sein de séquences peptidiques,. SMART utilise des modèles de Markov cachés construits à partir d'alignements de séquences multiples (en) afin de détecter des domaines protéiques sur ces séquences. La version de SMART publiée en 2012 contenait 1 009 modèles de domaines. Les données de SMART ont été utilisées pour constituer la Conserved Domain Database et sont également distribuées au sein de la base de données InterPro.
SMART est hébergée par le Laboratoire européen de biologie moléculaire situé à Heidelberg, en Bade-Wurtemberg.